# Гузар (город)
Гузар (узб. Gʻuzor / Ғузор) — город, центр Гузарского района Кашкадарьинской области Узбекистана.

## История
Гузар был одним из важнейших городов Бухарского ханства. Статус города присвоен в 1977 году (до этого — кишлак). В Гузаре находится польское военное кладбище, которое было образовано в конце февраля 1942 года в результате переброски польских солдат из Бузулука, Татищева и Тоцкого в Среднюю Азию. На кладбище хоронили поляков, умерших от болезней и истощения. Это крупнейший польский военный некрополь в Узбекистане .

## География
Город Гузар расположен к юго-востоку от Карши на реке Гузардарья, притоке реки Кашкадарья. Территория Гузара занимает местность на юго-востоке равнины, известной как Каршинская степь. Сразу за городом, на востоке и юге, начинаются отроги Гиссарского хребта. Мимо Гузора проходит урочище Большой Узбекистан.
Город находится на высоте 518 метров над уровнем моря.
Ближайшими городами к Гузару являются такие города, как: Камаши (28 км), Акалтын (41 км), Карашина (41 км), Карши (48 км), Янги-Нишан (48 км), Яккабаг (54 км), Чиракчи (54 км), Бешкент (56 км), Эски-Яккабаг (61 км), Шахрисабз (69 км), Талимарджан (70 км), Касан (74 км), Китаб (77 км), Муглан (80 км), Янги-Миришкор (88 км), Мираки (88 км), Магданлы (92 км, Туркмения), Байсун (94 км), Нурабад (109 км), Ургут (121 км).

## Транспорт
В городе находится одноимённая железнодорожная станция — узел дорог на Карши, Китаб и Кумкурган.
Гузар — важный региональный транспортный узел. Здесь сходятся три автомобильных направления — на Карши (и Бухару), в Самарканд и Термез, а также проходит железнодорожная ветка Карши — Шахрисабз. От Гузора до Карши, Самарканда и других городов запущено автобусное сообщение и маршрутное такси.

## Население
| 1979   | 1989   | 2005   |
| ------ | ------ | ------ |
| 13 033 | 17 253 | 22 700 |

Гузар занимает 84 место по численности населения среди всех городов Узбекистана и 8 место в Кашкадарьинской области.
На 2023 год численность населения города составляла 21 730 человек.

## Промышленность
Гузар можно назвать промышленным центром региона. В городе размещены предприятия лёгкой промышленности. Город окружают сельскохозяйственные угодья, а в самом населённом пункте работают перерабатывающие агросырьё предприятия (например, хлопкоочистительный завод). Кроме того, действуют строительные компания, предприятия химической и агрохимической отрасли.

## Учреждения
В городе функционируют 4 общеобразовательные школы, 2 академических лицея, 3 профессиональных колледжа. Имеются районная центральная библиотека, клубные учреждения, дома культуры, парки культуры и отдыха. Обслуживают население районная центральная больница, поликлиника, аптека и другие медицинские учреждения. Среди местных достопримечательностей стоит выделить новый спорткомплекс с современной футбольной ареной.

## Спорт
В Гузаре базируется футбольный клуб «Шуртан», в 2005—2013 и 2015—2017 годах выступавший в Высшей лиге Узбекистана. Наивысшим достижением футбольного клуба Шуртан является 4-е место в Узбекской высшей лиге в 2010 году. В 2014 году клуб выиграл Первую лигу Узбекистана. В 2010 году клуб дошёл до финала Кубка Узбекистана.